# NGC 2543
NGC 2543 هو اصطدام مجري، يقع في كوكبة الوشق. اكتشف في 3 فبراير 1788 . وقد اكتشفه ويليام هيرشل .

## روابط خارجية
- NGC 2543 على موقع ويكي سكاي: DSS2, SDSS, GALEX, IRAS, Hydrogen α, X-Ray, Astrophoto, Sky Map, Articles and images